# Patrimoni dell'umanità della Nuova Zelanda
I patrimoni dell'umanità della Nuova Zelanda sono i siti dichiarati dall'UNESCO come patrimonio dell'umanità in Nuova Zelanda, che è divenuta parte contraente della Convenzione sul patrimonio dell'umanità il 22 novembre 1984.
Al 2022 i siti iscritti nella Lista dei patrimoni dell'umanità sono tre, mentre otto sono le candidature per nuove iscrizioni. I primi due siti iscritti nella lista sono stati nel 1990 Te Wahipounamu - Nuova Zelanda sud-occidentale e il Parco nazionale del Tongariro, durante la quattordicesima sessione del comitato del patrimonio mondiale. Otto anni dopo, nella ventiduesima sessione, le isole sub-antartiche della Nuova Zelanda sono divenute il terzo sito neozelandese riconosciuto dall'UNESCO. Due siti sono considerati naturali, secondo i criteri di selezione, uno misto.

## Siti del Patrimonio mondiale
| Foto | Sito                                           | Luogo                                                                            | Tipo                             | Anno      | Descrizione |
| ---- | ---------------------------------------------- | -------------------------------------------------------------------------------- | -------------------------------- | --------- | --- |
|      | Te Wahipounamu - Nuova Zelanda sud-occidentale | Canterbury, Otago, Southland, West Coast                                         | Naturale (551; vii, viii, ix, x) | 1990      | Il paesaggio di questi parchi, situati nel sud-ovest della Nuova Zelanda, è stato modellato da successive glaciazioni in fiordi, coste rocciose, scogliere imponenti, laghi e cascate. Due terzi dell'area sono ricoperti da faggi australi e podocarpi, alcuni dei quali hanno più di 800 anni. Il kea, l'unico pappagallo alpino al mondo, vive in questo territorio, così come il raro e in via di estinzione takahē, un grande uccello incapace di volare. |
|      | Parco nazionale del Tongariro                  | Distretto del Ruapehu, Distretto di Taupo                                        | Misto (421; vi, vii, viii)       | 1990-1993 | Nel 1993 Tongariro è diventato il primo sito a essere iscritto nella Lista del Patrimonio Mondiale secondo i criteri rivisti che descrivono i paesaggi culturali. Le montagne nel cuore del parco hanno un significato culturale e religioso per il popolo Maori e simboleggiano i legami spirituali tra questa comunità e il suo ambiente. Il parco presenta vulcani attivi ed estinti, una vasta gamma di ecosistemi e alcuni paesaggi spettacolari. |
|      | Isole sub-antartiche della Nuova Zelanda       | Isole Auckland, Isole Bounty, Isole Campbell, Isole degli Antipodi, Isole Snares | Naturale (877; ix, x)            | 1998      | Le isole sub-antartiche della Nuova Zelanda sono costituite da cinque gruppi di isole (Snares, Bounty, Antipodi, Auckland e Campbell) nell'Oceano Meridionale a sud-est della Nuova Zelanda. Le isole, che si trovano tra la convergenza antartica e quella subtropicale e i relativi mari, hanno un alto livello di biodiversità, densità di fauna selvatica ed endemismo tra uccelli, piante e invertebrati. Sono particolarmente degni di nota per il gran numero e la diversità di uccelli marini pelagici e pinguini che vi nidificano. Ci sono 126 specie di uccelli in totale, inclusi 40 uccelli marini di cui cinque non si riproducono in nessun'altra parte del mondo. |

## Siti candidati
| Foto | Sito                                                                    | Luogo | Tipo                                 | Anno       | Descrizione |
| ---- | ----------------------------------------------------------------------- | --- | ------------------------------------ | ---------- | --- |
|      | Campi vulcanici di Auckland                                             | Auckland | Misto (5120; ii, iii, iv, v, viii)   | 30/03/2007 | Il sito proposto è costituito da coni e altre caratteristiche geologiche di origine vulcanica nell'area urbana di Auckland e nella regione rurale a sud della città. I siti di valore culturale includono i coni iconici di Maungawhau/Mount Eden, Maungakiekie/One Tree Hill, Maungarei/Mount Wellington e Te Pane-o-Mataaho/Māngere Mountain, e il notevole complesso di giardini del campo di pietre di Ōtuataua. Siti di pregio naturalistico includono le grotte del vulcano a scudo e dei coni di scorie di Rangitoto, la foresta fossile di Ihumātao e la grotta lavica di Wiri.                                                                                        |
|      | Acque e fondale marino del Fiordland (Te Moana o Atawhenua)             | Southland | Naturale (5121; vii, viii, ix, x)    | 30/03/2007 | La maggior parte dei 15 fiordi del Fiordland sono profondi 200-300 m, di solito con un "labbro" pronunciato e poco profondo vicino alla foce del fiordo, che indica l'"eccessiva profondità" del ghiacciaio che li ha scavati. I fiordi più lunghi risalgono nel cuore delle montagne del Parco nazionale del Fiordland; il fondo del Hall Arm, ad esempio, si trova a 40 km dalla foce del Doubtful Sound. |
|      | Parco nazionale di Kahurangi, Farewell Spit e sistema carsico di Canaan | Distretto di Buller, Tasman | Naturale (5122; vii, viii, ix, x)    | 30/03/2007 | La geodiversità del Parco nazionale di Kahurangi è la più complessa di tutte le grandi aree protette della Nuova Zelanda: la diversità di tipi di roccia, suoli, topografia e climi in tutto il Kahurangi ha prodotto una notevole varietà di ecosistemi terrestri, d'acqua dolce e d'estuario. Farewell Spit è un arco di sabbia largo un chilometro che si estende per quasi 30 km, racchiudendo 10 000 ettari di distese sabbiose intertidali lungo il suo bordo meridionale. I forti venti da nord-ovest spazzano costantemente la sabbia che si accumula sul cordone litorale nelle secche di Golden Bay, creando un habitat eccezionale per gli uccelli costieri.        |
|      | Circondario storico del bacino di Kerikeri                              | Kerikeri | Culturale (5123; ii, iii, iv, v, vi) | 30/03/2007 | Il bacino di Kerikeri, nel Northland, comprende il terreno che circonda il fiume Kerikeri dove sfocia nell'insenatura di Kerikeri. L'autentico patrimonio all'interno di questo paesaggio è costituito da un gruppo unico di luoghi e strutture del periodo di contatto tra missionari cristiani e Maori, tra cui Kororipo pā (insediamento fortificato) e siti associati, il gorgo di Kororipo, la stazione della missione di Kerikeri (casa della missione e Stone Store) e altri siti archeologici all'interno del bacino e dei suoi corsi d'acqua. |
|      | Isole Kermadec e riserva marina                                         | Isole Kermadec | Naturale (5124; vii, viii, ix, x)    | 30/03/2007 | Entrambe le riserve sono tra le più rigorosamente protette della Nuova Zelanda. La riserva marina comprende una gamma molto ampia di morfologie sottomarine ed ecosistemi marini. L'occupazione umana del passato ha modificato la flora e la fauna indigene delle isole, ma negli ultimi 15 anni sono stati compiuti notevoli progressi nella riabilitazione con la rimozione di erbe infestanti e parassiti da tutte le isole. |
|      | Circondario storico dell'art déco di Napier                             | Napier | Culturale (5125; ii, iv, vi)         | 30/03/2007 | La cittadina di Napier fu originariamente progettata negli anni '50 dell'Ottocento. La maggior parte del centro cittadino fu distrutto il 3 febbraio 1931 da un forte terremoto (di 7,9 gradi della scala Richter) e dai conseguenti incendi. Il terremoto di Hawke's Bay non solo ha distrutto il centro di Napier, ma ha causato cambiamenti radicali nel paesaggio circostante. Questa distruzione ha comportato una massiccia ricostruzione del centro cittadino: Napier divenne la città più nuova della Nuova Zelanda (e del mondo) con la sua versione "australe" dello stile Art déco.                                                                                 |
|      | Whakarua Moutere (isole nord-orientali)                                 | Distretto di Far North, Distretto di Thames-Coromandel, Distretto di Whangarei, Isola Cuvier, Isola della Piccola Barriera, Isole dei Tre Re, Isole Mokohinau | Naturale (5126; vii, viii, ix, x)    | 30/03/2007 | Whakarua Moutere (o isole nord-orientali) è un sito seriale di nove località (otto delle quali gruppi di isole) che si estendono lungo la costa nord-orientale dell'Isola del Nord. I mari intorno alle Isole dei Tre Re, le comunità bentoniche di Spirits Bay e Tom Bowling Bay, il porto di Parengarenga e le pareti rocciose e le comunità ittiche delle Isole Poor Knights sono ecosistemi marini eccezionali con alti livelli di biodiversità ed endemismo. Una caratteristica eccezionale di questi ambienti marini è la loro natura relativamente non modificata, con un'elevata limpidezza dell'acqua derivante da bassi livelli di sedimentazione indotta dall'uomo. |
|      | Circondario storico dei Waitangi Treaty Grounds                         | Waitangi | Culturale (5127; i, ii, iii, iv, vi) | 30/03/2007 | Il complesso del Trattato di Waitangi è il sito storico principale della Nuova Zelanda: qui fu firmato per la prima volta il trattato tra Maori e la Corona britannica il 6 febbraio 1840, ed è stato il luogo delle successive commemorazioni annuali della firma. L'area storica di Waitangi Treaty Grounds occupa 4,8 ettari all'interno dell'estremità orientale di una più vasta tenuta e comprende la Treaty House, il Te Whare Runanga e lo storico pennone navale. La waka Ngā Toki Matawhaorua si trova nelle vicinanze. Ci sono ampi parchi che ospitano avifauna autoctona, alberi e giardini storici.                                                              |